# 54e parallèle nord
Pour les articles homonymes, voir 54e parallèle.
En géographie, le 54e parallèle nord est le parallèle joignant les points de la surface de la Terre dont la latitude est égale à 54° nord.

## Géographie

### Dimensions
Dans le système géodésique WGS 84, au niveau de 54° de latitude nord, un degré de longitude équivaut à 65,576 km ; la longueur totale du parallèle est donc de 23 607 km, soit environ  58,9% de celle de l'équateur. Il en est distant de 5 986 km et du pôle Nord de 4 016 km,.
Comme tous les autres parallèles à part l'équateur, le 54e parallèle nord n'est pas un grand cercle et n'est donc pas la plus courte distance entre deux points, même situés à la même latitude. Par exemple, en suivant le parallèle, la distance parcourue entre deux points de longitude opposée est 11 804 km ; en suivant un grand cercle (qui passe alors par le pôle nord), elle n'est que de 8 032 km.

### Durée du jour
À cette latitude, le soleil est visible pendant 17 heures et 9 minutes au solstice d'été, et 7 heures et 22 minutes au solstice d'hiver.